# Ключ 160
Ключ 160 або ключ "гіркий" (辛部), що означає «гіркий», є одним із 20 ключів Кансі (загалом 214 ключів), що складається з 7 рисок.
У словнику Кансі 36 ієрогліфів мають цей ключ (з 49 030).
У давньокитайській циклічній системі числення тяньґань, 辛 (сінь) представляє восьмий небесний стовбур.
辛 це також 167-ий індексувальний елемент у Таблиці індексування компонентів китайських ієрогліфів що зазвичай використовується у словниках Спрощеної Китайської, виданих у Материковому Китаї.

Символ написаний письмом Цзяґувень
Символ написаний письмом Цзіньвень
Символ написаний письмом Сяочжуань

## Похідні ієрогліфи
| Риски | Ієрогліфи                                       |
| ----- | ----------------------------------------------- |
| +0    | 辛                                              |
| +5    | 辜 辝 (=辭)                                     |
| +6    | 辞спрощ./яп (=辭) 辟 (також спрощ. форма 闢) 辠 |
| +7    | 辡(=辯)辢(=辣)辣                                |
| +8    | 辤(=辭)                                         |
| +9    | 辥辦辧(=辨)辨辩спрощ. (=辯)辪                   |
| +10   | 辫спрощ (=辮)                                   |
| +11   | 辬(=斑)                                         |
| +12   | 辭                                              |
| +13   | 辮                                              |
| +14   | 辯                                              |

## Зовнішні посилання
- База даних Unihan - U+8F9B